# Type 69/79
Les Type 69 et Type 79 sont des chars de combat chinois de première génération créés à partir du Type 59 (lui-même basé sur le T-54 soviétique) : comme leurs prédécesseurs, ils possèdent un espace entre les deux premières roues. Ils ont été les premiers chars construits par la Chine sans expertise extérieure.
Parmi leurs améliorations, on compte un nouveau moteur, des ordinateurs de tir et un télémètre laser. Le Type 79, plus tardif, est équipé d'un canon de 105 mm rayé, comme son successeur le Type 88.

## Histoire
Après la rupture sino-soviétique du début des années 1960, l'Union soviétique retira tout son personnel et son aide technique à l'industrie militaire chinoise.
L'usine 617 (Inner-Mongolia First Machine Group Co Ltd) fut chargée en 1963 d'améliorer le Type 59. Le nouveau modèle, connu comme Type 69, bénéficiait d'un canon à âme lisse de 100 mm stabilisé verticalement et horizontalement, un nouveau moteur de 580 ch et un système de visée infra-rouge. L'armée populaire de libération ne fut cependant pas satisfaite de cette version, et elle n'entra pas en production. (Certains[Qui ?] analystes occidentaux identifient à tort le Type 69 comme une copie chinoise du T-55 soviétique, comme le Type 59 est une copie du T-54.)
Au cours du conflit frontalier sino-soviétique de 1969, l'armée chinoise réussit à s'emparer d'un T-62 soviétique. Il fut expertisé et certains de ces composants, comme le système infra-rouge Luna, furent copiés et intégrés au projet de Type 69. Celui-ci fut finalement accepté par l'armée populaire de libération, mais seulement en 1982, et en petites quantités. En dépit de ces réticences, le Type 69 fut un des blindés chinois les plus exportés : plus de 2 000 furent vendus au cours des années 1980.
Durant cette période, les relations entre la Chine et l'Occident se réchauffèrent et la Chine put profiter des technologies militaires occidentales. Le Type 69 fut amélioré avec le système de tir britannique Marconi et le canon de 105 mm Royal Ordnance L7. Cette version modifiée reçut le nom de Type 79 ; elle constitue le dernier char de première génération chinois.

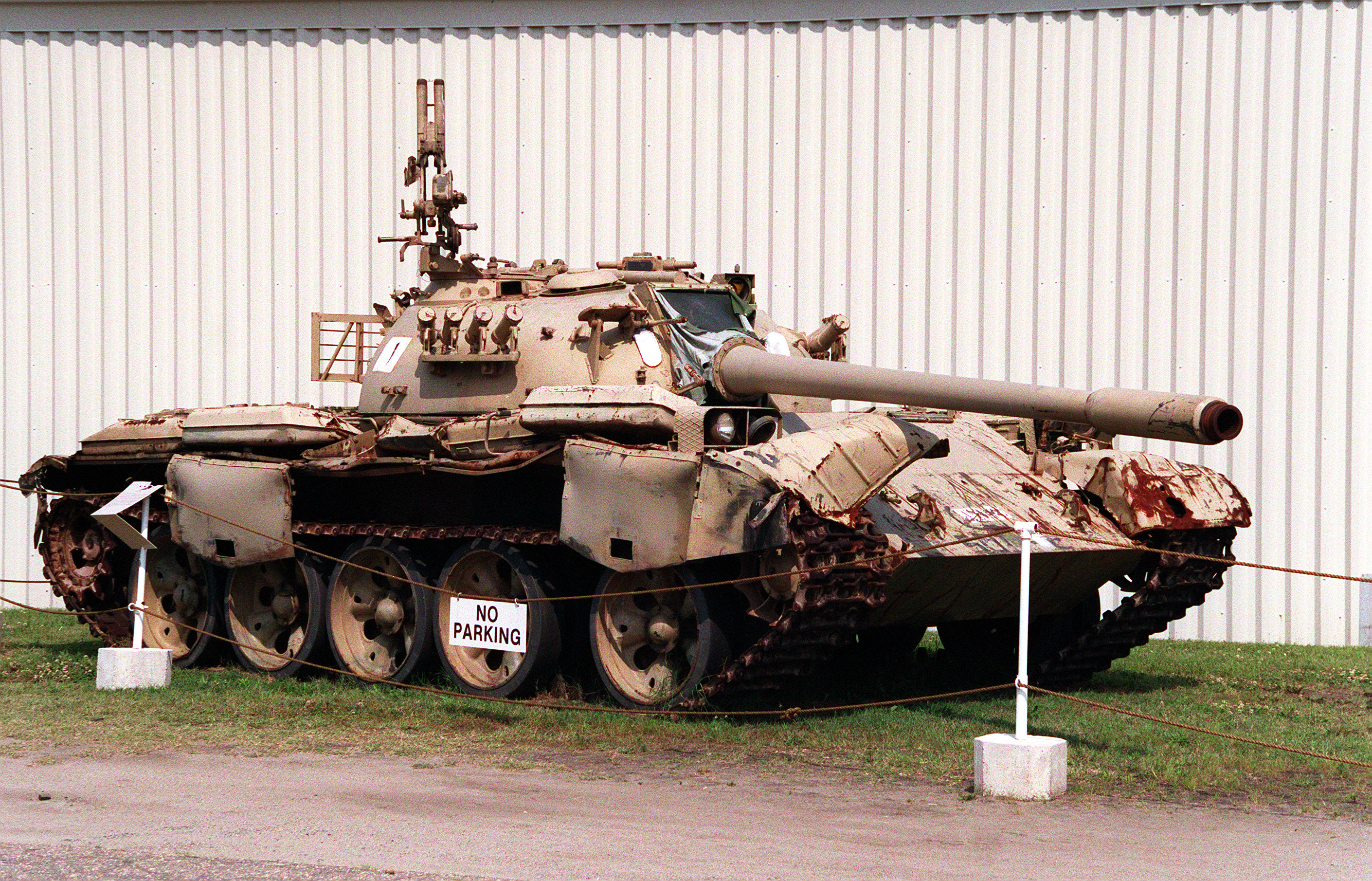
Un Type 69 irakien capturé par les américains durant l'opération Tempête du désert (1991)

La simplicité, la robustesse et le coût modeste de ces chars en firent de bons produits d'exportation : la Chine en vendit des centaines aux deux protagonistes de la guerre Iran-Irak. Beaucoup furent ensuite utilisés par les troupes de Saddam Hussein durant la guerre du Golfe (1990-1991) et la guerre d'Irak.
Les Type 69 et 79 ont une caisse et une tourelle presque identiques à celle du vieux Type 59. Ce n'est qu'à partir du milieu des années 1980 que les Chinois eurent suffisamment d'expérience pour concevoir de nouveaux modèles, et seulement dans les années 1990 qu'ils commencèrent à fabriquer des chars vraiment modernes.
Aujourd'hui l'armée populaire de libération dispose encore de quelques centaines de Type 69/79, pour l'essentiel pour l'entraînement ou dans des unités de réserve. Dans le service actif, ils ont été remplacés par les Type 96 et Type 99.

### Type 69/79 en Irak

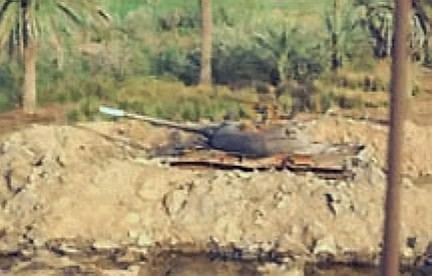
Un Type 69-QM abandonné à Nasiriyah.

Au cours des années 1980, la Chine vendit des centaines de Type 59 et de Type 69 à l'Irak. Au moment de la guerre du Golfe, les analystes occidentaux affirmèrent que l'Irak en avait modifié certains en leur adaptant un canon de 105 mm, un mortier de 160 mm ou un canon de 125 mm à chargement automatique. Tous avaient été renforcés avec un blindage espacé sur leur glacis. Toutes ces versions portaient le nom de Type 69-QM.
Il a été rapporté que durant la guerre du Golfe les unités de Type 69 avaient mieux combattu que celles de la Garde républicaine d'élite, équipées de T-72. Une des explications est que Saddam Hussein aurait ordonné à celle-ci de préserver ses forces, tout en envoyant en première ligne le reste de l'armée, équipé de chars inférieurs.
En mars 2003, selon les rapports de l'opération liberté irakienne, des Type 69-QM furent utilisés par les unités de l'armée irakienne défendant Nasiriyah, principalement comme postes d'artillerie statique. Beaucoup furent détruits par des hélicoptères AH-1 Cobra.
Certains Type 59 et Type 69 hors d'usage furent semble-t-il employés comme leurres ou comme obstacles.

## Variantes

### Prototypes

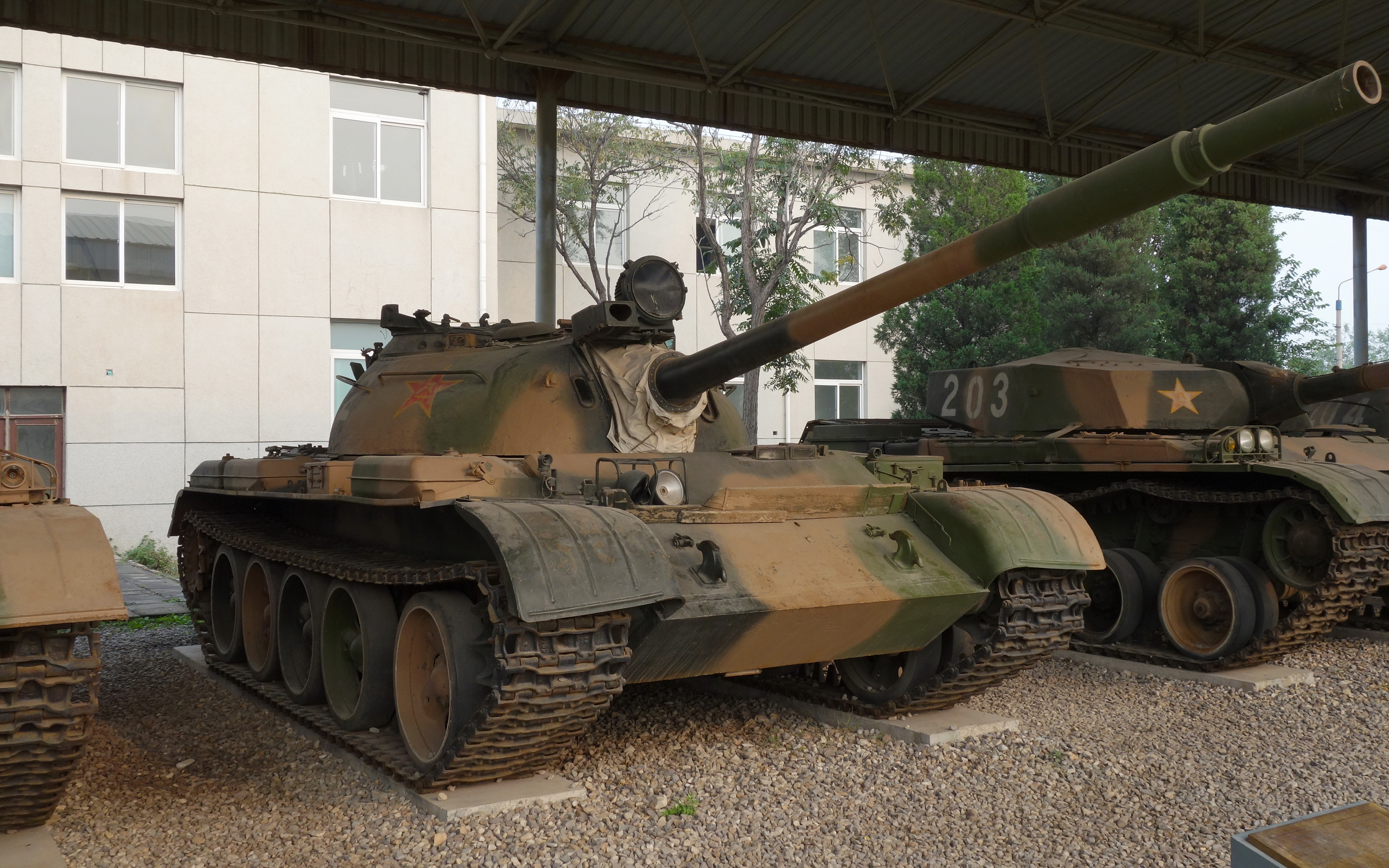
Type 69
Prototype basé sur la caisse du Type 59, avec un nouveau moteur diesel de 580 ch, un canon Type 69 à âme lisse de 100 mm, un système de vision infrarouge et un télémètre laser.
Type 69-I
Prototype équipé de technologies du char soviétique T-62 capturé, comme le système infrarouge Luna et une meilleure protection NBC.

### Versions produites

#### Type 69
Type 69-IIA

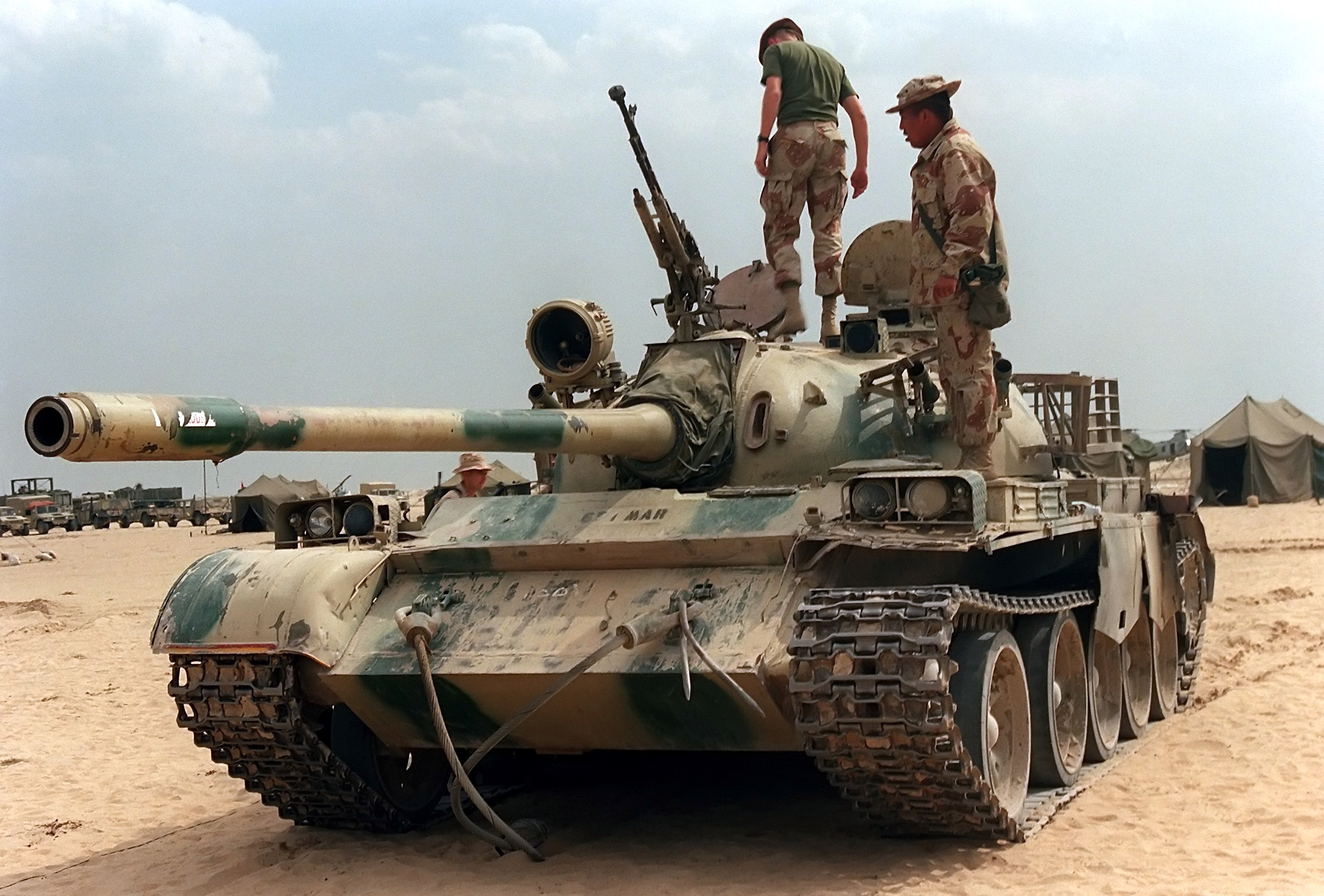
Des soldats américains examinent un Type 69-II irakien après l'opération Tempête du désert

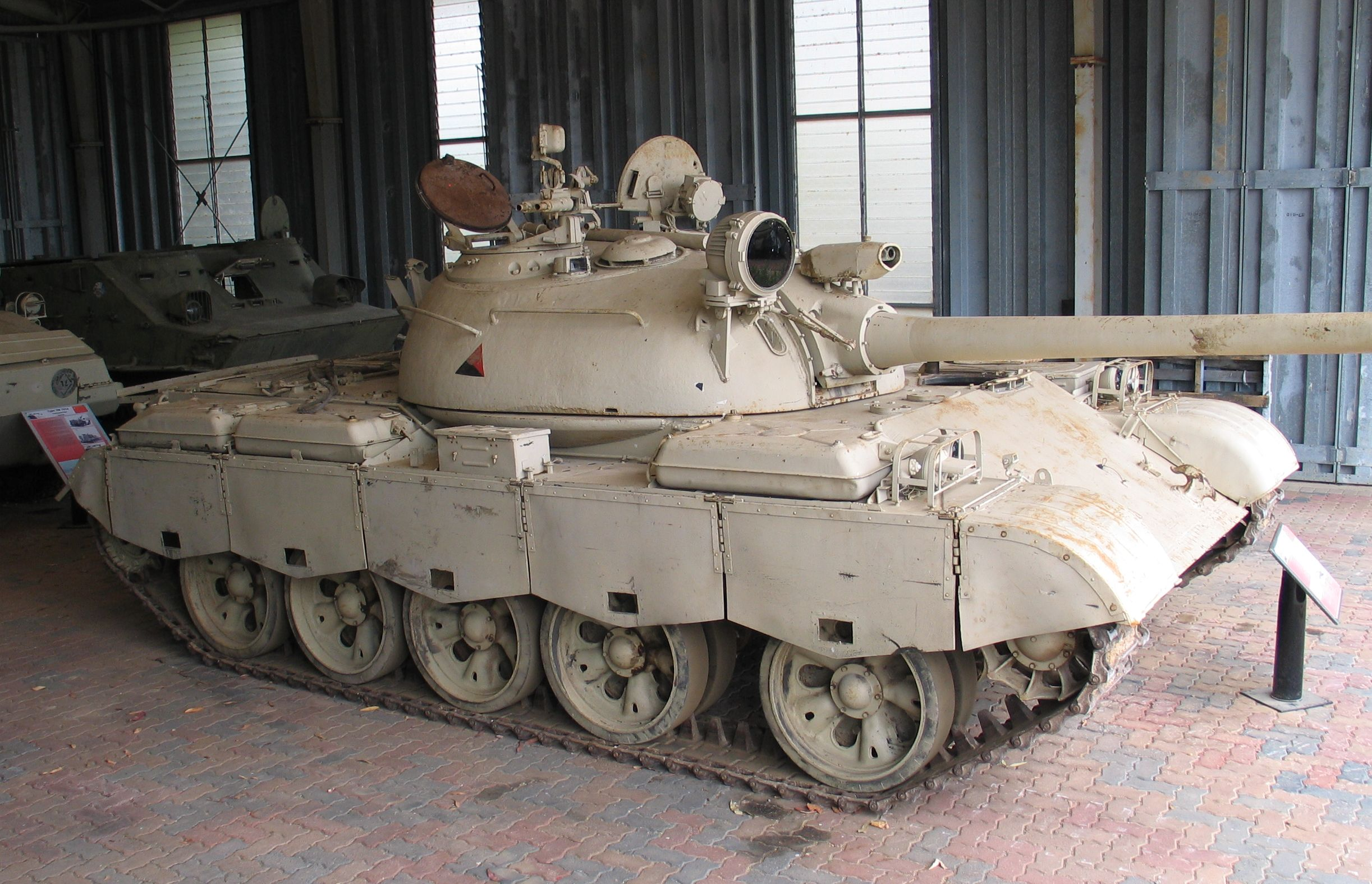
Un Type 69 II de commandement irakien capturé dans un musée australien.

Première version de production, lancée en 1982, il dispose des équipements suivants :
- Canon rayé de 100 mm Type 69-II
- Nouveau système de contrôle de tir avec :
  - stabilisation du canon sur 2 axes TSFC
  - optique de tir Type 70
  - télémètre laser TCRLA
  - calculateur balistique BCLA
- Radio Type 889
- Chenilles caoutchoutées
- Magasins sur tourelle
- Lance-grenades fumigènes

Cette version fut largement exportée et fabriquée sous licence au Pakistan par Heavy Industries Taxila (HIT). Le Type 69-II est appelé Type 30 dans les Forces armées royales thaïlandaises.
Type 69-IIB/C
Version de commandement du Type 69-II avec des équipements de communications et des batteries supplémentaires. Longue antenne radio et deux caissons à l'arrière, contenant des câbles et un téléphone de campagne.

#### Type 79
Type 69-III (Type 79 ou WZ-121D)

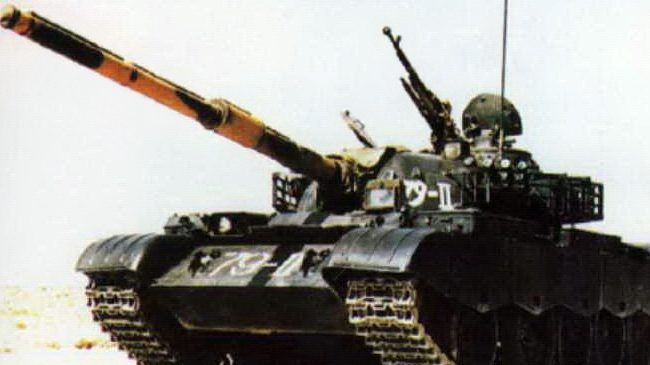
Type 79 chinois (Type 69-III, WZ-121D)

C'est un Type 69-II muni de technologies occidentales. Il entra en service dans l'Armée populaire de libération comme Type 79. Il dispose de :
- Chenilles caoutchoutées
- Fermeture automatique des ouvertures en cas de détection d'agents NBC
- Canon Type 83-I de 105 mm (copie améliorée du L7 britannique) avec manchon thermique amovible
- Système de vision infrarouge passive ou d'imagerie thermique
- Système de tir Marconi avec :
  - télémètre laser TLRLA
  - calculateur balistique BCLA
  - optique de tir TGSA
- moteur diesel Type 79 à refroidissement liquide de 730 ch

Type 79 avec blindage réactif

### Variantes étrangères

#### Bangladesh
Type 69-IIG,,

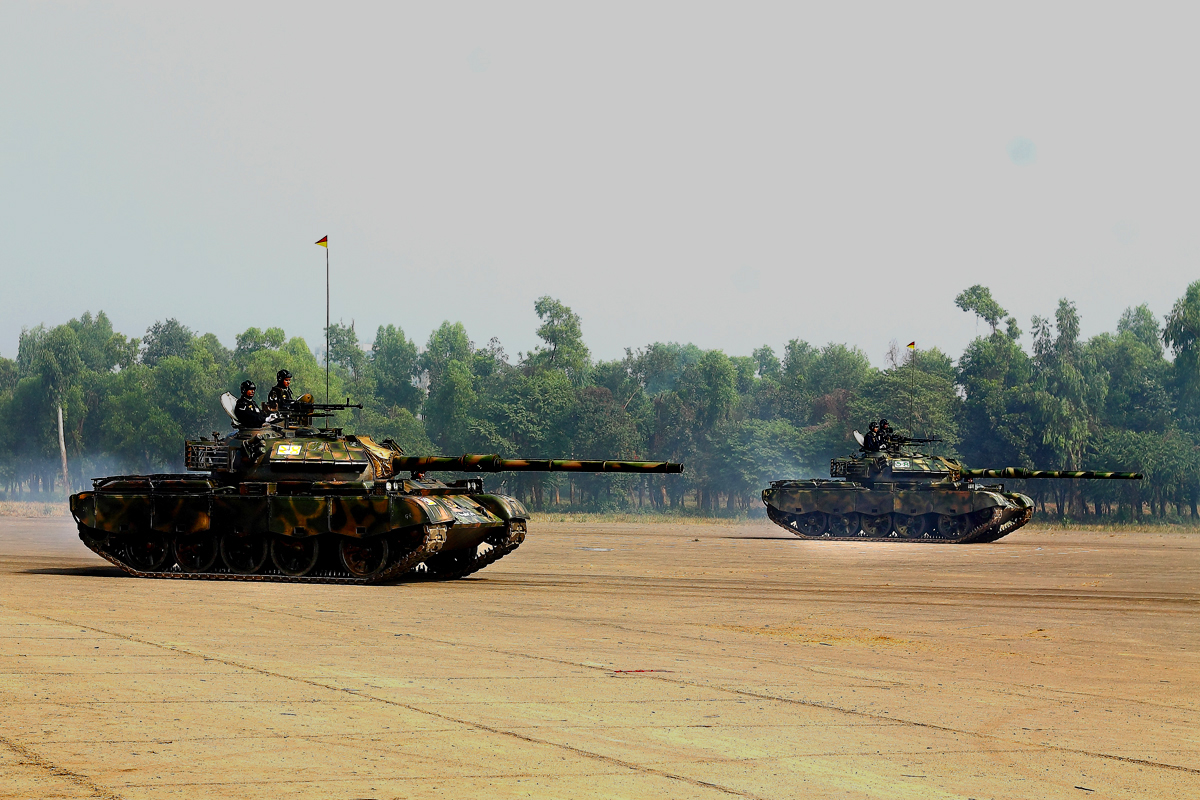
Un Type 69-IIG des Forces armées du Bangladesh (février 2009)

Ce modèle présente les modifications suivantes :
- Canon de 105 mm stabilisé sur deux axes, tirant des obus APFSDS, HEAT et HESH
- Nouveau système de contrôle de tir stabilisé, télémètre laser
- Moteur diesel de 580 ch
- Blindage réactif, système anti-incendie, équipement NBC
- Nouveau système de communication et de navigation (dont un GPS)

#### Irak
Type 69-QM (ou T-55B dans l'armée irakienne)
Type 69-II avec canon standard 100 mm rayé, blindage de glacis renforcé, mât d'observation et, sur certaines unités, un mortier de 160 mm. Les chars de commandement sont souvent équipés de blindage en plaques, comme celui du « T-55 Enigma ». Production : 1986-1988.
Type 69-QM1

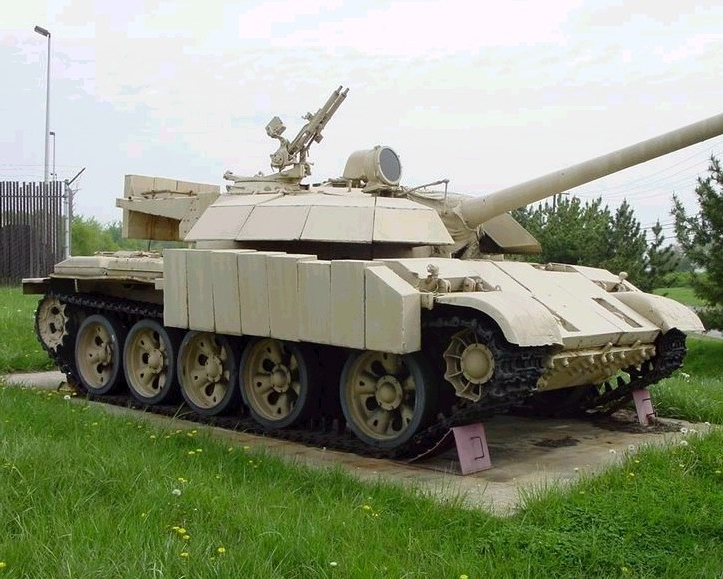
Un T-55 Enigma de l'armée irakienne

C'est un Type 69-II équipé du canon rayé de 105 mm (standard OTAN) et d'un télémètre laser. Production : 1984-1988.
Type 69-QM2
Type 69-II équipé du canon à âme lisse de 125 mm (L80) (standard Pacte de Varsovie) et d'un télémètre laser. Production : 1986-1991.

### Dérivé civil
Il existe un engin chinois de lutte anti-incendie basé sur le châssis du Type 69/79. Ce véhicule ignifugé et blindé dispose d'une citerne extérieure, d'un canon à eau et de deux lances à mousse retardante. Apparu en 2001, il est utilisé [Quand ?] par trois brigades de sapeurs-pompiers en Chine.

## Utilisateurs
Actuels
- Albanie : plus de 500 Type 79-IIC achetés à la fin des années 1970
- Bangladesh : plus de 310 Type 69-II et un nombre inconnu de Type 79
- Birmanie : 60
- Chine : quelques centaines
- Iran : 200
- Sri Lanka : 20
- Thaïlande : 95, achat en 1987, aucun en état de marche en 1997[10]
- Soudan : nombre inconnu (fabriqué sous licence au Soudan)
- Zimbabwe : 10

Passés
- Irak : environ 1500 Type 59 et Type 69 en 1990, tous détruits ou mis à la casse hors quelques exemplaires capturés, dans des musées ou collections particulières[11].
- Pakistan: 250 (réformés)